# Oxyopes chittrae
Oxyopes chittrae är en spindelart som beskrevs av Benoy Krishna Tikader 1965. Oxyopes chittrae ingår i släktet Oxyopes och familjen lospindlar. Inga underarter finns listade i Catalogue of Life.